# Vast Comité van Toezicht op de politiediensten
Het Vast Comité van Toezicht op de politiediensten, kortweg Comité P, is een extern controleorgaan dat toezicht houdt op de globale werking van de politiediensten en de uitoefening van de politiefunctie door alle bevoegde ambtenaren van inspectie- of handhavingsdiensten in België.
Het is een controleorgaan van het federale parlement en wordt opgevolgd door de Kamercommissie Comité P en I.

## Ontstaansgeschiedenis
De parlementaire Onderzoekscommissie van mei 1988 werd toegewezen om een onderzoek te starten naar de wijze waarop de bestrijding van het banditisme en het terrorisme georganiseerd werd (de zgn. “Bende-commissie I”) kwam met betrekking tot de controle op de politiediensten tot de conclusie dat de politiediensten in België niet naar behoren functioneerden en dat er een extern controleorgaan diende te worden gecreëerd voor alle ambtenaren met politiebevoegdheid.
Om aan deze behoefte te voldoen, werd - in uitvoering van het Pinksterplan I - middels de wet van 18 juli 1991 (tot regeling van het toezicht op de politie- en inlichtingendiensten), het Comité P opgericht, dat als neutraal orgaan, en zonder te oordelen over individuele schuldvragen, fouten en onvolkomenheden dient vast te stellen en aanbevelingen dient te formuleren om deze euvels te verhelpen.

## Opdracht
De opdrachten van het Comité P zijn erg gevarieerd en talrijk, maar houden altijd verband met zijn twee kernwaarden:
- de bescherming van rechten (de grondwettelijke rechten, fundamentele rechten) en vrijheden van de burgers door de politiediensten en -ambtenaren te verzekeren
- de coördinatie en de efficiëntie van de politiediensten nagaan,
- een toetsing van de wijze waarop klachten door de interne en externe toezichtsdiensten van de politiediensten worden behandeld.

Het Comité P draagt geen verantwoordelijkheid voor de organisatie en de werking van de gecontroleerde diensten, maar treedt op als een volkomen externe en onafhankelijke instelling, zowel ten aanzien van de uitvoerende macht als ten aanzien van de politiediensten die ervan afhangen.
Het Comité P onderhoudt nauwe banden met zijn evenknie: het Vast Comité van Toezicht op de inlichtingendiensten (Comité I). Beide Comités wisselen informatie uit met betrekking tot hun activiteiten en zenden elkaar verslagen en conclusies toe. De Comités oefenen ook gezamenlijk toezicht uit op het Coördinatieorgaan voor de dreigingsanalyse en diens ondersteunende diensten.
Het uitvoeren van toezichtsonderzoeken is de belangrijkste kernopdracht van het Comité P. Jaarlijks worden er een 15-tal toezichtsonderzoeken uitgevoerd uit eigen beweging, op vraag van het parlement of een of andere bestuurlijke of gerechtelijke overheid.
Over elk toezichtsonderzoek wordt een (eind)verslag opgesteld dat wordt toegezonden aan het parlement. Wanneer het onderzoek werd ingesteld op verzoek van de bevoegde minister of overheid, wordt aan hem of haar een kopie van het verslag overgezonden.
Bij het opmaken van de verslagen wordt waar mogelijk in het verloop van de toezichtsonderzoeken ook het beginsel van de tegensprekelijkheid toegepast. Dit wil zeggen dat de betrokken korpschef of diensthoofden het verslag toegestuurd krijgen en hun eventuele bedenkingen en opmerkingen kunnen formuleren omtrent de onderzoeksresultaten of de conclusies van het Comité P.
Daarnaast wordt ook voorzien in gespecialiseerde onderzoekers ten behoeve van de gerechtelijke overheden voor het voeren van strafonderzoeken die bij voorrang worden uitgevoerd in die domeinen die ook nuttige informatie opleveren voor de observatoriumfunctie.

## Structuur
Het Comité P wordt in zijn taken van beleid en beheer bijgestaan door administratieve medewerkers onder leiding van de griffier.    
Voor zijn onderzoeksdaden geeft het Vast Comité P opdrachten aan de Dienst Enquêtes P onder leiding van de directeur-generaal.

### Het Vast Comité P
Het Vast Comité P is samengesteld uit vijf werkende leden, onder wie een voorzitter – die een magistraat moet zijn – en een ondervoorzitter. De vaste leden worden benoemd voor een vernieuwbare termijn van zes jaar. Voor elk van hen worden meerdere plaatsvervangers benoemd. Het Vast Comité P wordt bijgestaan door een griffier. De leden en hun plaatsvervangers, alsook de griffier van het Comité P worden benoemd door het parlement, dat hen ook kan afzetten.

#### Voorzitters
| Periode      | Naam               |
| ------------ | ------------------ |
| 1999 - 2008  | André Vandoren     |
| 2009 - 2011  | Bart Van Lijsebeth |
| 2012 - 2016  | Yves Keppens       |
| 2017 - 2018  | Johanna Erard      |
| 2018 - heden | Kathleen Stinckens |

### Dienst Enquêtes
De Dienst Enquêtes P wordt geleid door een directeur-generaal, bijgestaan door twee adjunct-directeurs-generaal. Ze worden door het Vast Comité P benoemd voor een termijn van vijf jaar, die vernieuwbaar is. De directeur-generaal leidt deze dienst onder het collegiaal gezag, leiding en toezicht van het Vast Comité P. De leden die de titel van commissaris-auditor dragen zijn gedetacheerd uit een politie- of overheidsdienst ofwel statutair in dienst. De gedetacheerde medewerkers worden ook aangesteld voor een vernieuwbare termijn van vijf jaar. De directeur-generaal, de twee adjunct-directeurs-generaal en de leden van de Dienst Enquêtes P hebben de hoedanigheid van officier van gerechtelijke politie, hulpofficier van de procureur des Konings.
De Dienst Enquêtes P werkt niet alleen als onderzoeksarm van het Comité P, maar in delicate of complexe zaken wordt hij als gespecialiseerde onderzoeksdienst ook ingezet voor het uitvoeren van strafonderzoeken naar leden van de politiediensten of andere ambtenaren die een opsporingsbevoegdheid hebben en die een vermeend misdrijf hebben begaan.
Uit eigen beweging of op vordering van de procureur-generaal, procureur des Konings, arbeidsauditeur, federale procureur of de bevoegde onderzoeksrechter, stelt de Dienst Enquêtes P deze onderzoeken in, samen met de andere officieren en agenten van gerechtelijke politie en zelfs met een recht van voorrang op hen. Dit betreft dus zowel opsporingsonderzoeken onder het gezag van het openbaar ministerie als gerechtelijke onderzoeken onder het gezag van de onderzoeksrechter, overeenkomstig de bepalingen van het Wetboek van Strafvordering en bepaalde bijzondere wetten betreffende de bevoegdheden van agenten en officieren van gerechtelijke politie (bv. de wet op de voorlopige hechtenis).
Een ministeriële omzendbrief gelast de Dienst Enquêtes P prioritair met onderzoeken ten laste van leden van politiediensten betreffende wanbedrijven en misdaden gepleegd tijdens (of die rechtstreeks verband houden met) het uitoefenen van de politiefunctie en die een schending inhouden van de fundamentele rechten en vrijheden van de burger.

### Administratie
Op deze dienst worden het Vast Comité P en de Dienst Enquêtes P in de taken van beleid en beheer bijgestaan door een optimaal personeelskader van 36 medewerkers, onder leiding van de griffier die zijn taak uitoefent onder het collegiaal gezag en toezicht van het Vast Comité P. Binnen deze dienst situeert zich de klachtencel, de cel gegevensbeheer en de cel waar de dossiers van de klokkenluiders worden behandeld.
Er wordt ook gewaakt over de uniforme en kwaliteitsvolle vatting van de gegevens zodat er analyses gemaakt kunnen worden met betrekking tot de werking van de politiediensten.    
Eveneens tot het takenpakket behoort de verwerking van informatie afkomstig van externe instanties zoals de gerechtelijke of tuchtoverheden.
Daarnaast zijn in deze afdeling ook de ondersteunende diensten ondergebracht. Een deel van de capaciteit wordt besteed aan opdrachten in de domeinen van: juridische studies, financiën, personeel en logistiek, ICT, vertaling, contacten met de pers en secretariaat. Er wordt o.m. voor gezorgd dat de organisatie op logistiek, infrastructureel en personeelsvlak alle noodzakelijke werkingsmiddelen heeft.

## Onderzoek van klachten en aangiften
Binnen het kader van zijn doelstellingen behandelt het Comité P de klachten en aangiften die het ontvangt betreffende de werking, het optreden of het (nalaten te) handelen van de politiediensten, het Coördinatieorgaan voor de dreigingsanalyse en de ondersteunende diensten.
De medewerkers van de administratie staan in voor het ontvangen en analyseren van de klachten en het voorleggen van de klachtendossiers aan het Vast Comité P, dat over de oriëntatie van de klachtenbehandeling beslist tijdens een plenaire vergadering. Na ontvangst van de resultaten van het onderzoek wordt de afsluiting van het dossier voorbereid ten behoeve van het Vast Comité P, dat een standpunt inneemt tijdens een plenaire vergadering.
Het Comité P kan ook beslissen om een dossier betreffende een klacht of aangifte (voorlopig of definitief) af te sluiten of zonder gevolg te klasseren. Dit wordt gemotiveerd en ter kennis gebracht van de klager of aangever. Wanneer relevant of nuttig, kunnen elementen uit een dergelijk dossier toch ter informatie worden overgemaakt aan de betrokken politiedienst.
Na het beëindigen van een onderzoek formuleert het Comité P conclusies en spreekt het zich uit over het al dan niet terecht zijn van de klacht of de aangeklaagde feiten. Soms kunnen ook aanbevelingen worden geformuleerd. De betrokken politieverantwoordelijke, het hoofd van een bepaalde dienst en/of de politieoverheid worden hierover geïnformeerd.
Naast het voeren van onderzoeken oefent het Comité P, over het algemeen, toezicht uit op de kwaliteit van de afhandeling van de klachten en aangiften. Dit extern toezicht op de wijze waarop de afhandeling van de klachten en aangiften gebeurt, wordt “marginale controle” genoemd en draagt bij tot de garantie dat klachten en aangiften ernstig en nauwgezet worden onderzocht en beheerd door de betrokken politiediensten. Het Comité P probeert het gebruik van een aantal criteria, normen en standaarden ter zake aan te moedigen en waakt over de naleving ervan.
Er wordt ook gewaakt over de uniforme en kwaliteitsvolle vatting van de gegevens zodat er analyses gemaakt kunnen worden met betrekking tot de werking van de politiediensten.    
Eveneens tot het takenpakket behoort de verwerking van informatie afkomstig van externe instanties zoals de gerechtelijke of tuchtoverheden.
| Periode | Aantal klachten en aangiften (rechtstreeks gemeld aan Comite P) |
| ------- | --------------------------------------------------------------- |
| 2006    | 2100                                                            |
| 2007    | 2219                                                            |
| 2008    | 2339                                                            |
| 2009    | 2401                                                            |

Bronnen: Jaarverslagen Comite P

## Bevoegdheden
De wetgever heeft het Comité P uitdrukkelijk verzocht om zijn activiteiten toe te spitsen op zijn essentiële opdrachten en taken, met name de bescherming van de grondwettelijke rechten en fundamentele vrijheden van de burgers, alsook de coördinatie en doelmatigheid/ doeltreffendheid van de politiediensten en de diensten en ambtenaren met politiebevoegdheid.
Deze opdracht meent het Comité P optimaal te kunnen vervullen via zijn observatoriumfunctie en dit ten voordele van de wetgevende, uitvoerende en rechterlijke macht, alsook voor de verschillende politieverantwoordelijken zelf.
Naast de eigen expertise in de instelling zal het Comité P, waar nodig, een beroep doen op externe expertise.
Om zijn opdracht van globale monitoring te kunnen uitvoeren, heeft de wetgever aan het Comité P verschillende actiemiddelen toegekend. Het Comité P beschikt zo over verschillende eigen of externe instrumenten, die hierna worden toegelicht.
- Dankzij verscheidene bronnen heeft het Comité P toegang tot informatie over eventuele disfuncties of goede praktijken binnen de politie- of inspectiediensten.
- Klachten en informatie worden aldus ambtshalve meegedeeld aan het Comité P:
  - door de politiediensten;
  - door de AIG;
  - door het OCAD;
  - door de gerechtelijke overheden.

Het Vast Comité P en de Dienst Enquêtes P kunnen elke persoon van wie zij het verhoor noodzakelijk achten, uitnodigen voor een verhoor. De leden van de politiediensten, van het OCAD en de ondersteunende diensten zijn gehouden gevolg te geven aan elke schriftelijke oproeping. Ze mogen verklaringen afleggen over feiten die worden gedekt door het beroepsgeheim.
De voorzitter van het Comité P kan politieambtenaren dagvaarden door tussenkomst van een gerechtsdeurwaarder.
Het Vast Comité P en de Dienst Enquêtes P kunnen een beroep doen op de medewerking van deskundigen en tolken.
De leden van de Dienst Enquêtes P zijn bevoegd om onderzoeken uit te voeren op de plaatsen waar de personeelsleden van een politiedienst in de zin van artikel 3 van de organieke wet van 18 juli 1991 (d.w.z. lokale en federale politie en alle diensten waarvan de leden de hoedanigheid van agent of officier van gerechtelijke politie hebben), het OCAD of de ondersteunende diensten hun functie uitoefenen en er alle voorwerpen en documenten in beslag te nemen die nuttig kunnen zijn voor het onderzoek, met uitzondering van deze die betrekking hebben op een lopend strafonderzoek. Ze kunnen de bijstand van de openbare macht vorderen.
Het Vast Comité P en de directeur-generaal van de Dienst Enquêtes P kunnen dwingende antwoordtermijnen opleggen aan de politiediensten.

### Meest recente bevoegdheden
Ingevolge de wet van 30 juli 2018 betreffende de bescherming van natuurlijke personen met betrekking tot de verwerking van persoonsgegevens, werd het Vast Comité P samen met het Vast Comité I aangewezen als gegevensbeschermingsautoriteit belast met de controle van de verwerking van persoonsgegevens door het OCAD en zijn verwerkers uitgevoerd in het kader van de opdrachten als bedoeld in de wet van 10 juli 2006 betreffende de analyse van de dreiging en door of krachtens bijzondere wetten.
Sinds 17 juni 2019 is de procedure betreffende de melding van een veronderstelde integriteitsschending in de federale administratieve overheden door haar personeelsleden van toepassing op de personeelsleden van de geïntegreerde politie. Het Vast Comité P treedt op als meldpunt integriteit wanneer een veronderstelde integriteitsschending wordt gemeld door een politieambtenaar (of een politieambtenaar die sinds minder dan 2 jaar de politiediensten verlaten heeft).
Deze specifieke procedure verloopt in twee fases. De eerste fase bestaat uit een voorafgaand advies. Enkel wanneer dit advies gunstig is, kan de aanvrager een daadwerkelijke melding doen (fase twee), waarna het Vast Comité P een onderzoek ten gronde zal opstarten.